# ديلان ميرتنز
ديلان ميرتنز (بالهولندية: Dylan Mertens) هو لاعب كرة قدم هولندي في مركز نصف الجناح، ولد في 20 يوليو 1995 في أمستردام في هولندا. لعب مع نادي فولندام.

## وصلات خارجية
- ديلان ميرتنز على موقع قاعدة بيانات كرة القدم.إي يو (الإنجليزية)
- ديلان ميرتنز على موقع Soccerway.com (الإنجليزية)